# Anisogomphus yunnanensis
Anisogomphus yunnanensis là loài chuồn chuồn trong họ Gomphidae. Loài này được Zhou & Wu miêu tả khoa học đầu tiên năm 1992.